# Cực địa lý

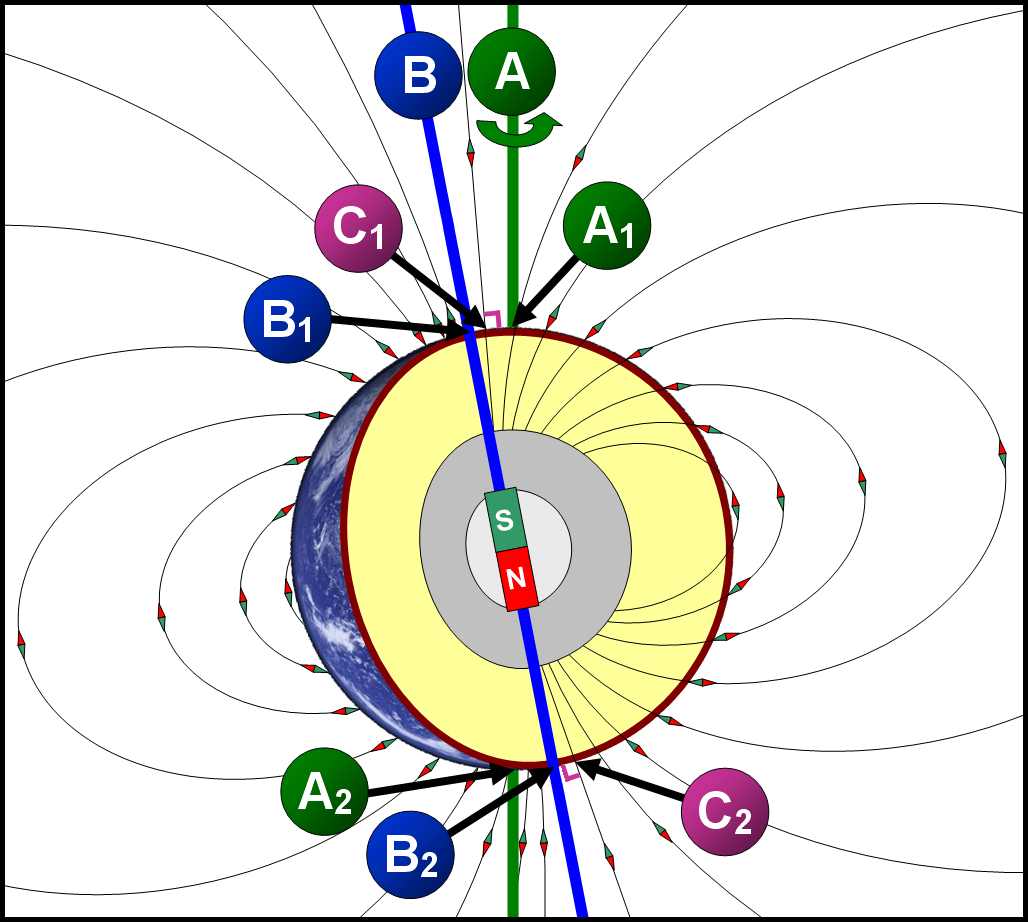
Trục địa lý xoay A (màu xanh lá cây) và hiển thị cực địa lý A1 và cực địa lý nam A2; cũng cho thấy một từ trường và trục từ của vòng quay B (màu xanh) và cực nam B2 và cực nam B1.

Một cực địa lý là một trong hai điểm trên một vật thể quay (hành tinh, hành tinh lùn, vệ tinh tự nhiên, hình cầu... vv.) Trong đó trục quay của nó giao nhau trên bề mặt của nó. Cũng như các cực Bắc và Nam của Trái Đất, chúng thường được gọi là "cực bắc" và "cực nam" của vật thể đó, một cực nằm 90 độ theo một hướng từ xích đạo của vật thể và cực kia nằm 90 độ theo hướng ngược lại từ xích đạo.
Mỗi hành tinh đều có cực địa lý. Nếu như Trái Đất, một vật thể tạo ra từ trường, nó cũng sẽ sở hữu các cực từ.
Sự rối loạn trong vòng quay của vật thể có nghĩa là các cực địa lý đi lang thang trên bề mặt của nó. Ví dụ, các cực Bắc và Nam của Trái Đất, di chuyển vài mét trong khoảng thời gian vài năm. Vì bản đồ học đòi hỏi tọa độ chính xác và không thay đổi, tính trung bình vị trí của các cực địa lý được lấy làm các cực bản đồ cố định và trở thành các điểm mà các vòng tròn kinh độ lớn của vật thể giao nhau.